# Real Radio North West
Real Radio North West est une station de radio britannique indépendante, contrôlée par GMG Radio. C'est la station locale du réseau Real Radio (en) pour tout le nord-ouest de l'Angleterre. Lancée en 1998 sous le nom de Century Radio, elle appartenait jusqu'en 2009 au réseau Century Network. 